# 東山村 (新潟県古志郡)
東山村（ひがしやまむら）は、新潟県古志郡にあった村。1954年11月1日、小千谷市と北魚沼郡川口村に分割編入された。

## 沿革
- 1889年4月1日　町村制の施行に伴い、古志郡南荷頃村、小栗山村、木沢村、および北魚沼郡塩谷村が合併し、東山村成立。
- 1954年11月1日　木沢・塩谷の一部（峠）は川口村に、残部は小千谷市にそれぞれ編入される。（川口村は後に町制施行し、川口町となる）